# Platycephalus
Poissons-crocodiles
Genre
Le genre Platycephalus regroupe une vingtaine d'espèces de poissons de la famille des Platycephalidés. En raison de leur apparence et de leurs mœurs, la plupart des espèces sont communément appelées « poissons-crocodiles ». 

## Liste d'espèces
| Selon World Register of Marine Species (5 janvier 2015) : - Platycephalus aurimaculatus Knapp, 1987 - Platycephalus bassensis Cuvier, 1829 - Platycephalus caeruleopunctatus McCulloch, 1922 - Platycephalus chauliodous Knapp, 1991 - Platycephalus conatus Waite & McCulloch, 1915 - Platycephalus cultellatus Richardson, 1846 - Platycephalus endrachtensis Quoy & Gaimard, 1825 - Platycephalus fuscus Cuvier, 1829 - Platycephalus indicus (Linnaeus, 1758) - Platycephalus laevigatus Cuvier, 1829 - Platycephalus longispinis MacLeay, 1884 - Platycephalus marmoratus Stead, 1908 - Platycephalus micracanthus Sauvage, 1873 - Platycephalus orbitalis Imamura & Knapp, 2009 - Platycephalus richardsoni Castelnau, 1872 - Platycephalus speculator Klunzinger, 1872 - Platycephalus westraliae (Whitley, 1938) | Selon FishBase - Platycephalus arenarius Ramsay & Ogilby, 1886 - Platycephalus aurimaculatus Knapp, 1987 - Platycephalus bassensis Cuvier, 1829 - Platycephalus caeruleopunctatus McCulloch, 1922 - Platycephalus chauliodous Knapp, 1991 - Platycephalus conatus Waite & McCulloch, 1915 - Platycephalus cultellatus Richardson, 1846 - Platycephalus endrachtensis Quoy & Gaimard, 1825 - Platycephalus fuscus Cuvier, 1829 - Platycephalus indicus (Linnaeus, 1758) - Platycephalus laevigatus Cuvier, 1829 - Platycephalus longispinis Macleay, 1884 - Platycephalus marmoratus Stead, 1908 - Platycephalus micracanthus Sauvage, 1873 - Platycephalus orbitalis Imamura & Knapp, 2009 - Platycephalus richardsoni Castelnau, 1872 - Platycephalus speculator Klunzinger, 1872 | Selon ITIS (5 janvier 2015) : - Platycephalus aurimaculatus Knapp, 1987 - Platycephalus bassensis Cuvier, 1829 - Platycephalus caeruleopunctatus McCulloch, 1922 - Platycephalus chauliodous Knapp, 1991 - Platycephalus conatus Waite & McCulloch, 1915 - Platycephalus cultellatus Richardson, 1846 - Platycephalus endrachtensis Quoy & Gaimard, 1825 - Platycephalus fuscus Cuvier, 1829 - Platycephalus indicus (Linnaeus, 1758) - Platycephalus laevigatus Cuvier, 1829 - Platycephalus longispinis MacLeay, 1884 - Platycephalus marmoratus Stead, 1908 - Platycephalus micracanthus Sauvage, 1873 - Platycephalus orbitalis Imamura & Knapp, 2009 - Platycephalus richardsoni Castelnau, 1872 - Platycephalus speculator Klunzinger, 1872 - Platycephalus westraliae (Whitley, 1938) - Platycephalus arenarius Ramsay & Ogilby, 1886 - Platycephalus bassensis Cuvier in Cuvier & Valenciennes, 1829 - Platycephalus caeruleopunctatus McCulloch, 1922 - Platycephalus chauliodous Knapp, 1991 - Platycephalus conatus Waite & McCulloch, 1915 - Platycephalus cultellatus Richardson, 1846 - Platycephalus endrachtensis Quoy & Gaimard, 1825 - Platycephalus fuscus Cuvier in Cuvier & Valenciennes, 1829 - Platycephalus indicus (Linnaeus, 1758) - Platycephalus laevigatus Cuvier in Cuvier & Valenciennes, 1829 - Platycephalus longispinis Macleay, 1884 - Platycephalus marmoratus Stead, 1908 - Platycephalus micracanthus Sauvage, 1873 - Platycephalus speculator Klunzinger, 1872 |

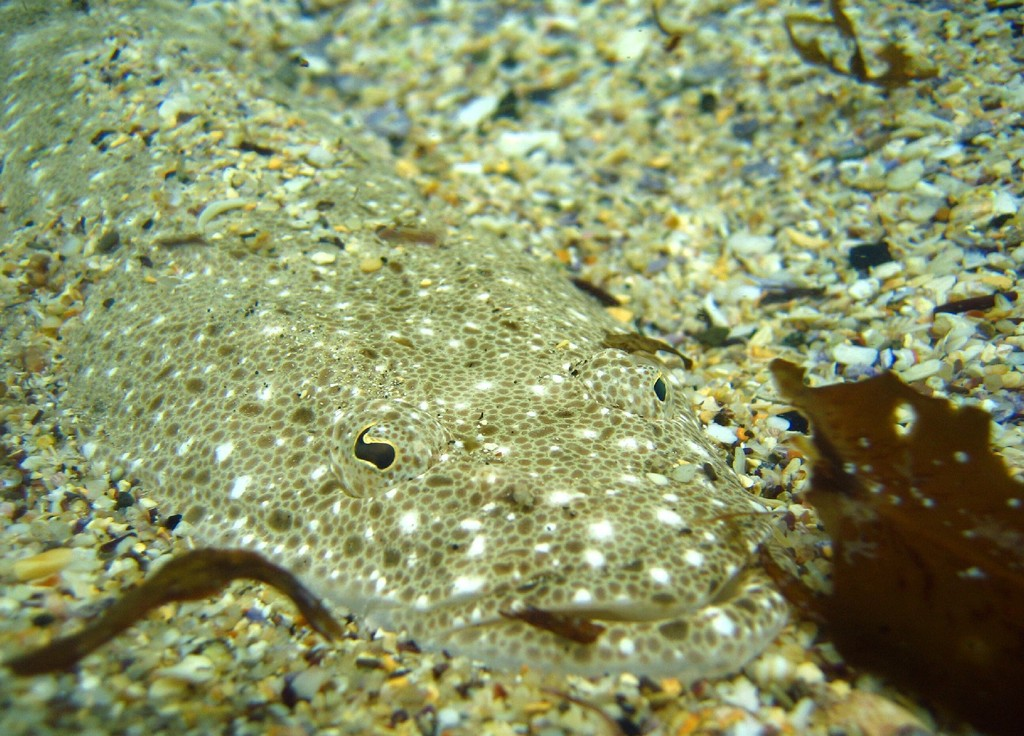
Platycephalus bassensis
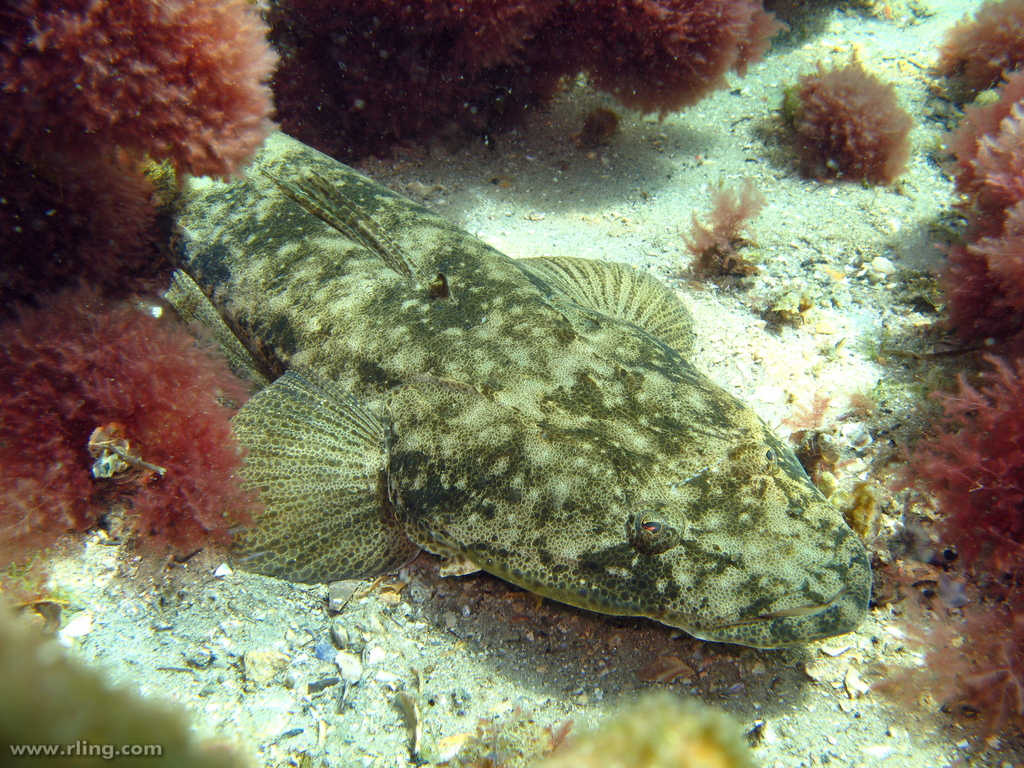
Platycephalus fuscus
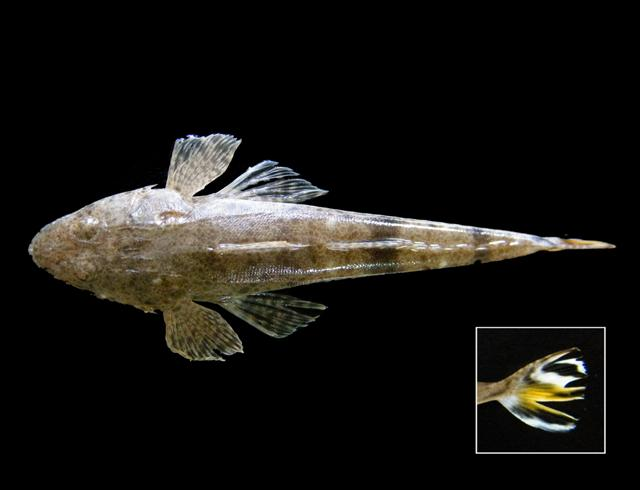
Platycephalus indicus